# Giardino della Zisa

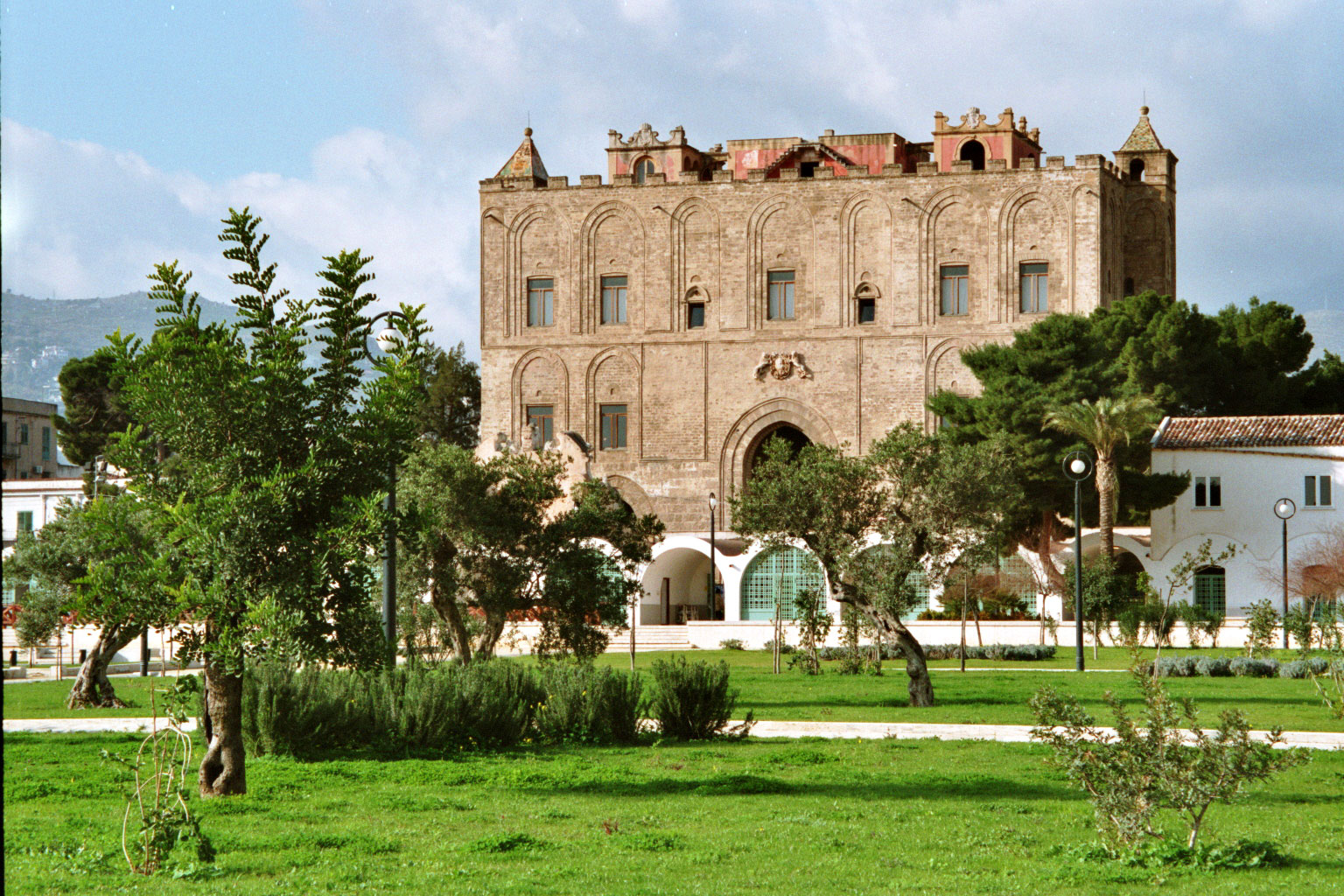
La vegetazione mediterranea che caratterizza il giardino

Il giardino della Zisa di Palermo (inaugurato nel 2005) si trova in quello che era l'antico Genoard (il parco di caccia) di fronte al palazzo della Zisa, estendendosi per una superficie totale di 30.000 m2.
Lo spazio verde ha pianta rettangolare ed è diviso a metà da un canale che collega un sistema di vasche d'acqua, che si sviluppa per circa 130 metri in asse col portale del palazzo, ricreando così l'antico canale che prosegue fino alla "sala della fontana", che si trova proprio all'interno del palazzo, che grazie a questo geniale espediente, anche nelle giornate più calde dell'estate, mantiene un ambiente fresco. Il canale e i percorsi pedonali sono stati realizzati in marmo bianco delle cave di Alcamo e Castellammare del Golfo mentre le ceramiche decorative provengono da Santo Stefano di Camastra.
A destra e a sinistra del giardino i quadranti creati dai dodici percorsi pedonali sono coltivati con piante tipiche della macchia mediterranea mentre su un lato una lunga struttura metallica, che riprende i motivi geometrici tipici dell'arte islamica, ricoperta da piante rampicanti crea un percorso all'ombra.
Tra il giardino e il palazzo si trova una cortina di dodici "dammusi" costruiti negli anni '50, quando il terreno era ancora adibito a baglio agricolo, e che oggi sono stati ristrutturati e utilizzati come punto di informazione per i visitatori.